# Holzlar
Holzlar ist ein Ortsteil und (zusammen mit Hoholz) eine in sich abgeschlossene Siedlung der Bundesstadt Bonn im Stadtbezirk Beuel, rechts des Rheins und nördlich des Siebengebirges gelegen. Holzlar besteht aus den früheren Dörfern Holzlar, Kohlkaul, Roleber und Gielgen sowie der ab 1947 bebauten Siedlung Heidebergen; die früheren Grenzen sind heutzutage kaum noch sichtbar.

## Geschichte

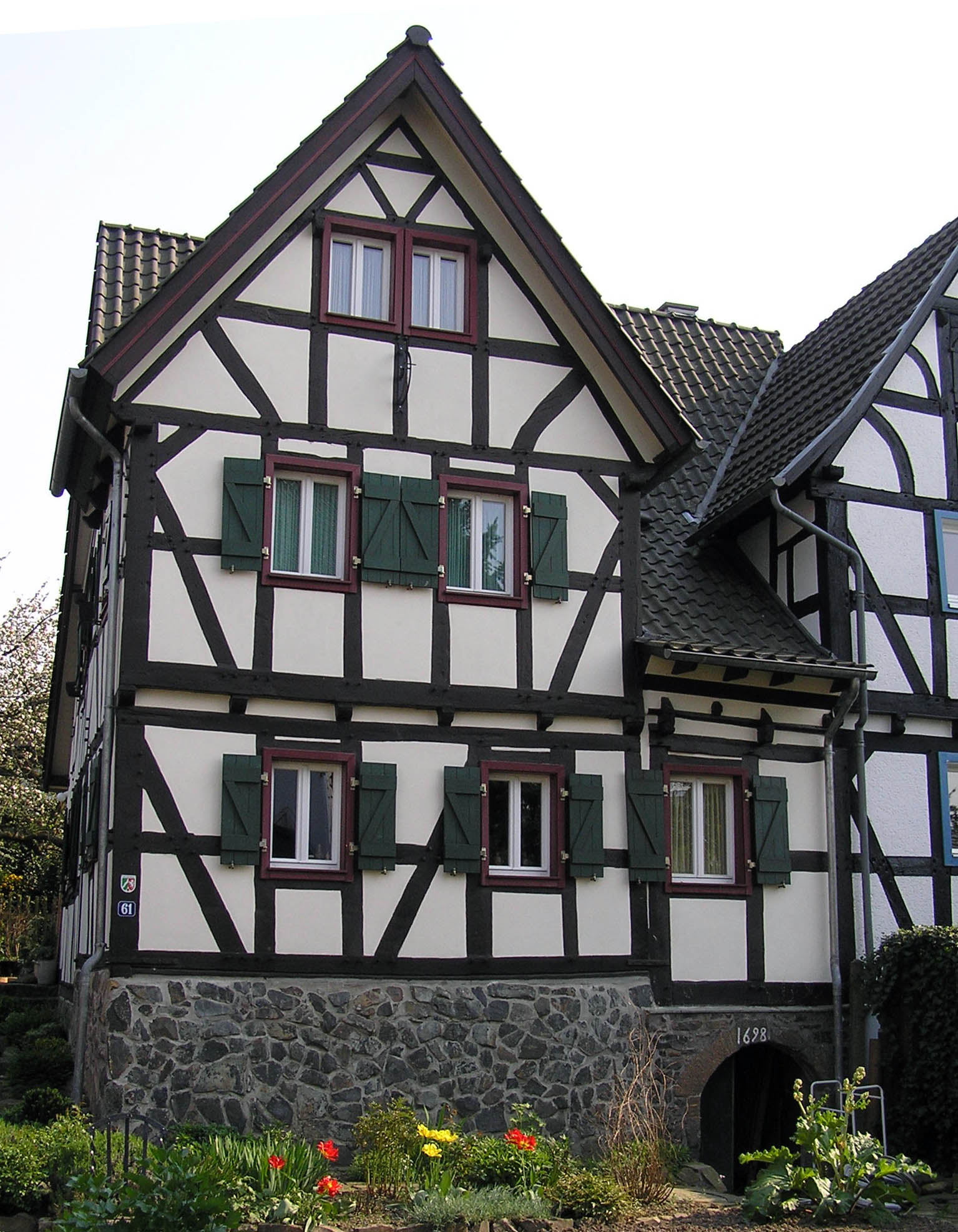
Restauriertes Haus von 1698 an der Hauptstraße in Holzlar

Holzlar wurde 1394 zum ersten Mal urkundlich als Dorf Hultzelar erwähnt. Andere Namen, die auf Urkunden auftauchten, sind Hultzlair, Holtzlar, Holtzlohr, Holzlahr und Holtzlahr.
1757 begann der Braunkohleabbau in Holzlar, wahrscheinlich am oberen Wolfsbach. Dies brachte die Brüder Leopold und Abraham Bleibtreu dazu, ab 1804 Grundstücke in Holzlar-Kohlkaul und Holzlar-Gielgen zu kaufen und ebenfalls Braunkohle zu fördern. Sie experimentierten mit dem Alaun-Gehalt (Kaliumaluminiumsulfat) der Kohle, das in der damaligen Zeit als wertvoll galt, und erhielten 1806 eine Alaunhüttenkonzession. Die erste von später drei Alaunhütten im Ennert befand sich an Pützchens Chaussee, erhalten sind das Verwaltungsgebäude, jetzt Forschungsstelle für Jagdkunde, das ehemalige Wasser-Reservoir (Hardtweiher) und Aufschüttungen für die Lorenbahn zum Kohletransport weiter südöstlich. Die zweite (1809) lag oberhalb der Grundschule Holzlar im jetzigen Wald des Ennert mit dem Siele-Weiher als Wasser-Reservoir. An die Kohle- und Alaungewinnung erinnert der Geschichtsweg Braunkohle + Alaun.
Südlich vom Lindershausweg befindet sich ein kurzer und kartografisch nicht erfasster Bachlauf, der nach wenigen Metern im Alaunbach mündet, der in unmittelbarer Nähe seines Quelltopfes Altlasten ausspült, die während des Alaungewinnungsprozesses entstanden sind. An diesem Bach befindet sich eine vegetationsfreie Fläche, die älteren Alteingesessenen aus Holzlar schon aus den 1930er-Jahren bekannt ist und damals „Roter Berg“ und auch „Roter Bach“ genannt wurde, wohl Abfälle der Alaungewinnung. Der Boden ist dort so übersäuert, dass keine Pflanze überlebt. Daher kann das heutige Erscheinungsbild des Ennerts sicherlich nicht mit dessen Erscheinungsbild um 1870 verglichen werden. Holzlar dürfte damals durch den Alaunabbau massive Umweltprobleme gehabt und nach der Einstellung der Förderung von Braunkohle und Alaun um das Jahr 1870 noch viele Jahre zur Regeneration benötigt haben.
Seit 1816 war Holzlar eine Gemeinde der Bürgermeisterei Menden (ab 1927 „Amt Menden“) im Kreis Siegburg (ab 1825 „Siegkreis“). Sie hatte eine Fläche von 310 Hektar, davon 168 Ackerland, 16 ha Wiesen und 42 ha Wald. Die Gemeinde Holzlar bestand aus den Ortsteilen Holzlar, Gielgen (vormals zur Honschaft Vinxel gehörig), Kohlkaul und Roleben/Roleber (vormals Vinxel). Die Gemeinde Holzlar hatte 1885 insgesamt 121 Wohngebäude (einschließlich unbewohnter) mit 117 Haushaltungen. Von den 585 Einwohnern (308 Männer, 277 Frauen) waren 547 Katholiken und 38 evangelische Gläubige. Erstere hatte ihre Kirchengemeinde in Vilich und Stieldorf, letztere in Oberkassel. Am 1. August 1969 wurde Holzlar nach Bonn eingemeindet und dabei dem Stadtbezirk Beuel zugeschlagen. Die Gemarkung Holzlar in den Grenzen der ehemaligen Gemeinde besteht bis heute.
Heute (2013) gibt es in den Orten Roleber, Gielgen und Heidebergen Wohnsiedlungen mit teilweise gehobenem Niveau. Dazwischen – und mehr noch in Kohlkaul – gibt es Mehrfamilienhäuser des sozialen Wohnungsbaus.

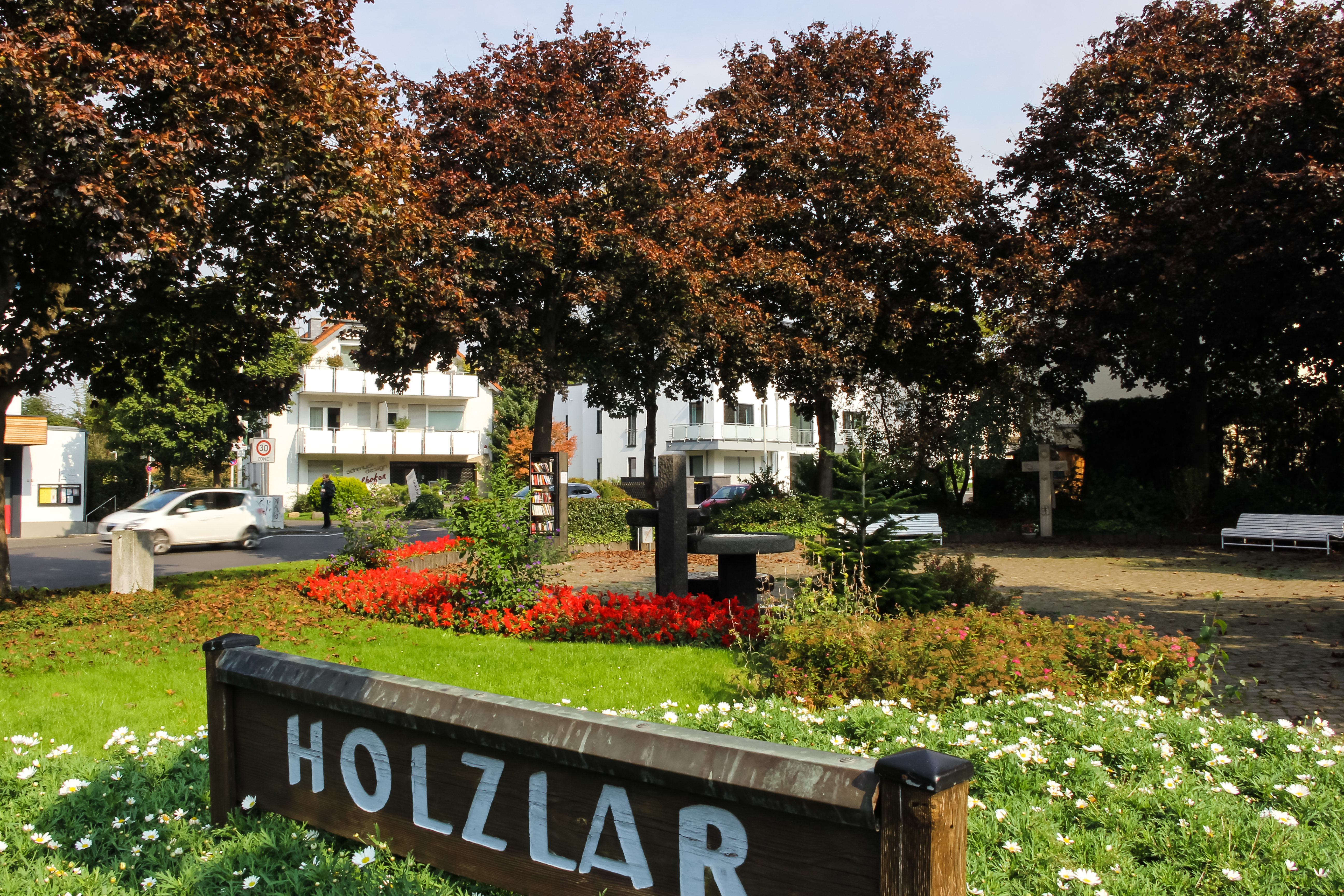
Siebenwegekreuzplatz
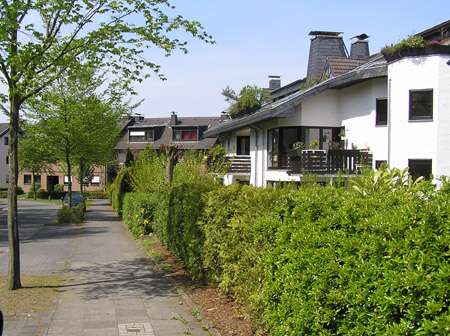
Wohnstraße in Holzlar
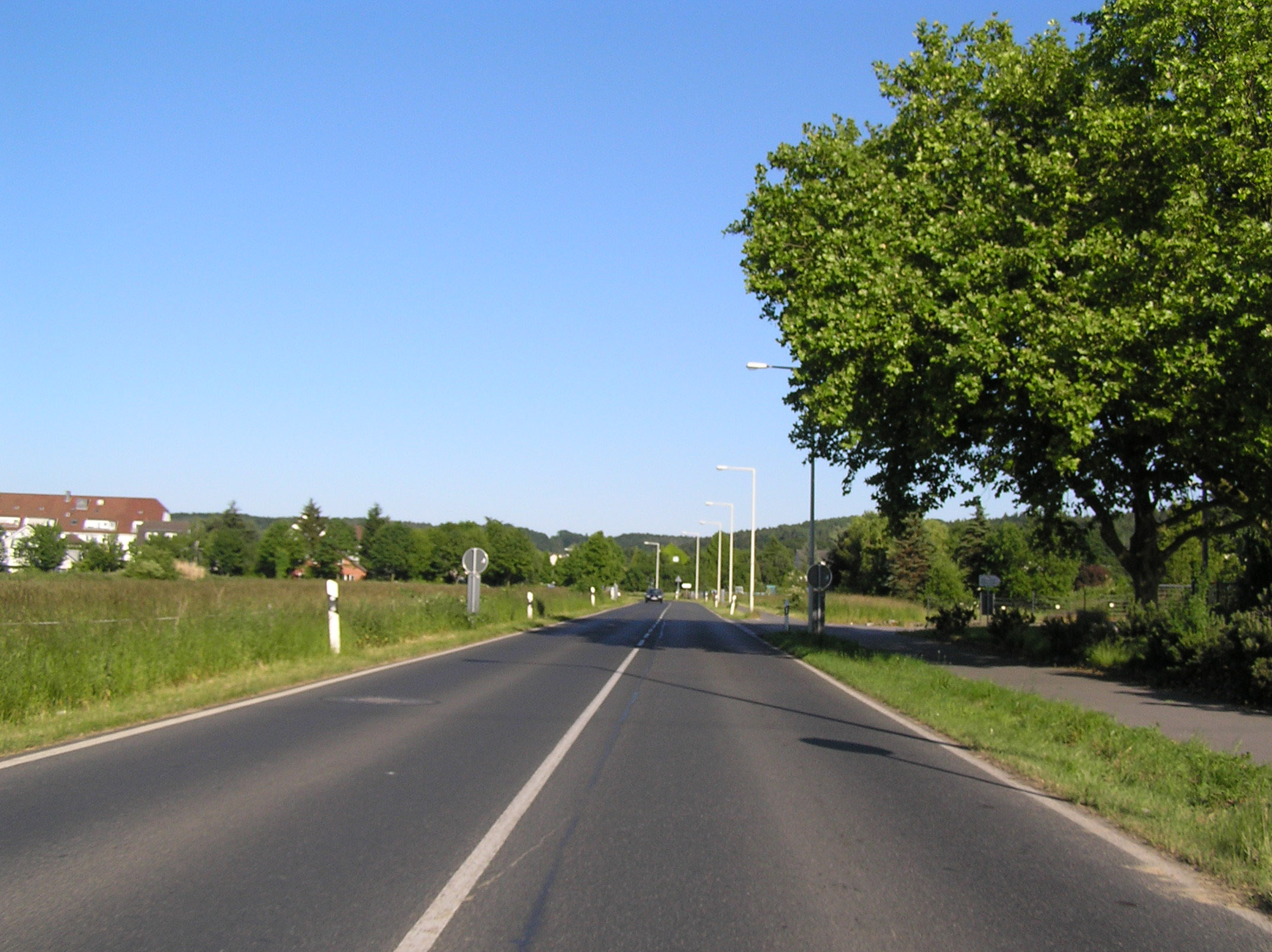
L 83 aus Bechlinghoven in Richtung Holzlar Hauptstraße

## Die Wassermühle
Ein Kleinod ist die Holzlarer Wassermühle (Position) am Mühlenbach. Nach dem gegenwärtigen Kenntnisstand gilt sie als einzige funktionsfähige historische Mühle im Bonner Raum; der ursprüngliche Mühlenteich existiert nicht mehr.
Die Holzlarer Mühle stellt ein frühindustrielles Kulturdenkmal dar. Zu ihrer Geschichte liegen nur wenige gesicherte Daten vor. Vermutlich existierte schon sehr früh eine Mühle, und zwar in Verbindung mit einem Burghof, der 1502 an den Landdrosten Wilhelm von Nesselrode überging und in den Kriegszeiten des 16. Jahrhunderts zerstört wurde. Mitte des 19. Jahrhunderts erwarb die Familie Reuter die Mühle vom Grafen von Nesselrode. Historisch gesichert ist auch die erstmalige Nennung der Familie Reuter als Pächter der Mühle zu Beginn des 19. Jahrhunderts. In den 1950er-Jahren wurde die Mühle vom letzten Müller Josef Reuter stillgelegt.
1989 hat sich der Holzlarer Mühle e. V. gegründet. Dank großzügiger Unterstützung durch die Stadt Bonn, durch verschiedene private und öffentliche Einrichtungen und zahlreiche Holzlarer Bürger sowie mithilfe einer Zuwendung der Nordrhein-Westfalen-Stiftung konnte der Verein 1994 nach mehrjähriger Arbeit die Mühle restaurieren. Der Verein veranstaltet dort zum Deutschen Mühlentag, zum Tag des offenen Denkmals und nach Verabredung Führungen und zusammen mit dem Bürgerverein Holzlar jährlich am zweiten Adventssamstag im Mühlenweg den Holzlarer Weihnachtsmarkt, wobei die Mühle als Verkaufs- und Ausstellungsraum dient.

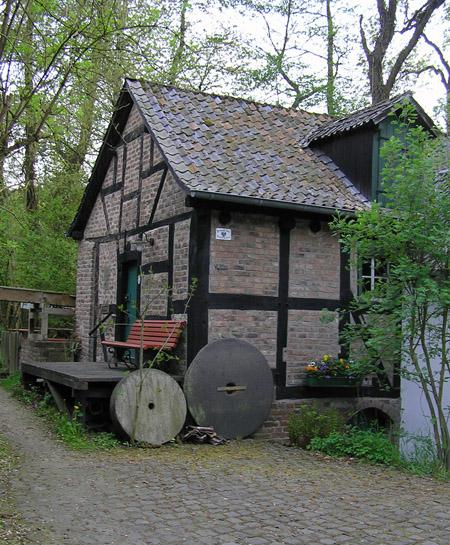
Wassermühle Holzlar
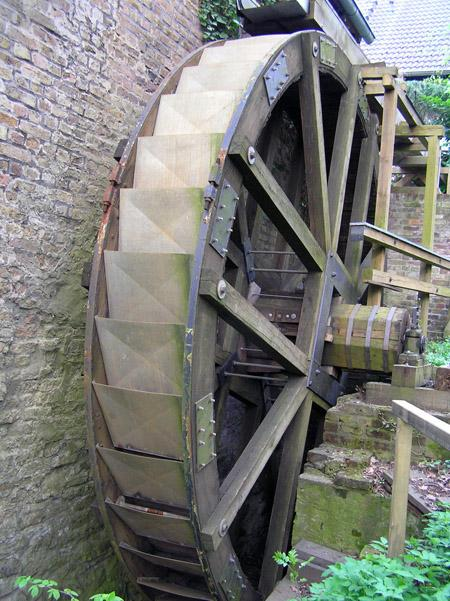
Wassermühle Holzlar

## Christ-König-Kirche

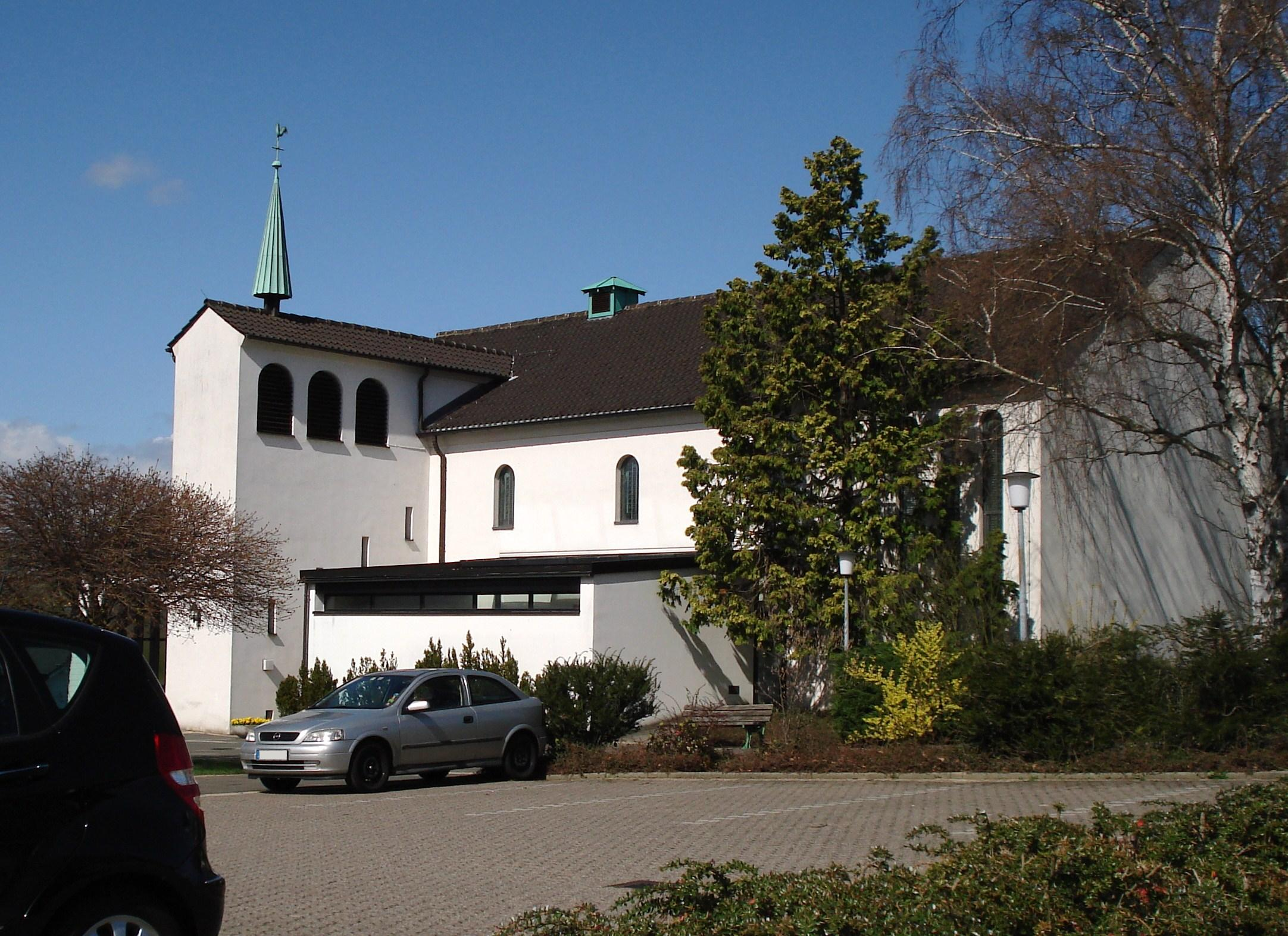
Die katholische Christ-König-Kirche

Die katholische Christ-König-Kirche wurde 1953 erbaut. Zur Pfarrgemeinde Christ König gehören auch der benachbarte Stadtteil Hoholz und die Kapelle im Schloss Birlinghoven.

## Evangelisches Gemeindezentrum
Das Gemeindezentrum der Evangelischen Kirchengemeinde Bonn-Holzlar entstand 1974/1975; das Gemeindehaus wurde am 4. Sonntag im Advent 1974 feierlich seiner Bestimmung übergeben und erhielt 2016 den Namen „Dornbuschkirche“. Das Motiv für das große Fenster im Kirchraum ist der brennende Dornbusch (Ex 3,2 ), gestaltet von Prof. Karl Dedy sen., Bergisch Gladbach und Köln. 18 Jahre später, ebenfalls am 4. Adventssonntag, wurde die Eule-Orgel mit 16 Registern eingeweiht.

## Alter evangelischer Friedhof
Zwischen der Hauptstraße und dem Hövelweg befindet sich ein ca. 330 Quadratmeter großer Friedhof mit etwa 50 Gräbern. Dieser Friedhof steht als Baudenkmal unter Denkmalschutz, da er einer der ältesten evangelischen Friedhöfe im gesamten Rheinland ist. Er wurde Mitte des 17. Jahrhunderts von der Familie Linder angelegt. Heute ist er Eigentum der Evangelischen Kirchengemeinde Bonn-Holzlar.
Der älteste Grabstein auf dem Friedhof, der auch „Linders Garten“ genannt wird, trägt die Inschrift „M. Linder“ und ist aus dem Jahr 1658. An die Familie Linder, deren Nachkommen zum Teil aufgrund eines Schreibfehlers Linden heißen, erinnert heute noch der Lindershausweg, der sich in der unmittelbaren Nähe des Friedhofes befindet.
Entgegen der Angabe auf der Tafel (dort steht 1860) wurde der Friedhof 1816 durch den Bergmeister Leopold Bleibtreu (* 30. Mai 1777; † 11. September 1839) erweitert. Dort befinden sich heute insgesamt 14 Grabsteine, die den Namen Bleibtreu tragen; begraben ist hier außer Leopold und Abraham Bleibtreu auch Johann Wilhelm Windgassen (1779–1852), der Gründer der Friedrich-Wilhelms-Hütte (Troisdorf).
Der Friedhof wurde 1968 geschlossen; 1983 erfolgte die Aufnahme in die Denkmalliste der Stadt Bonn. Nach der Schließung fanden noch bis zum Jahr 2005 Beerdigungen einiger namentlich benannter Personen in Familiengräbern statt.

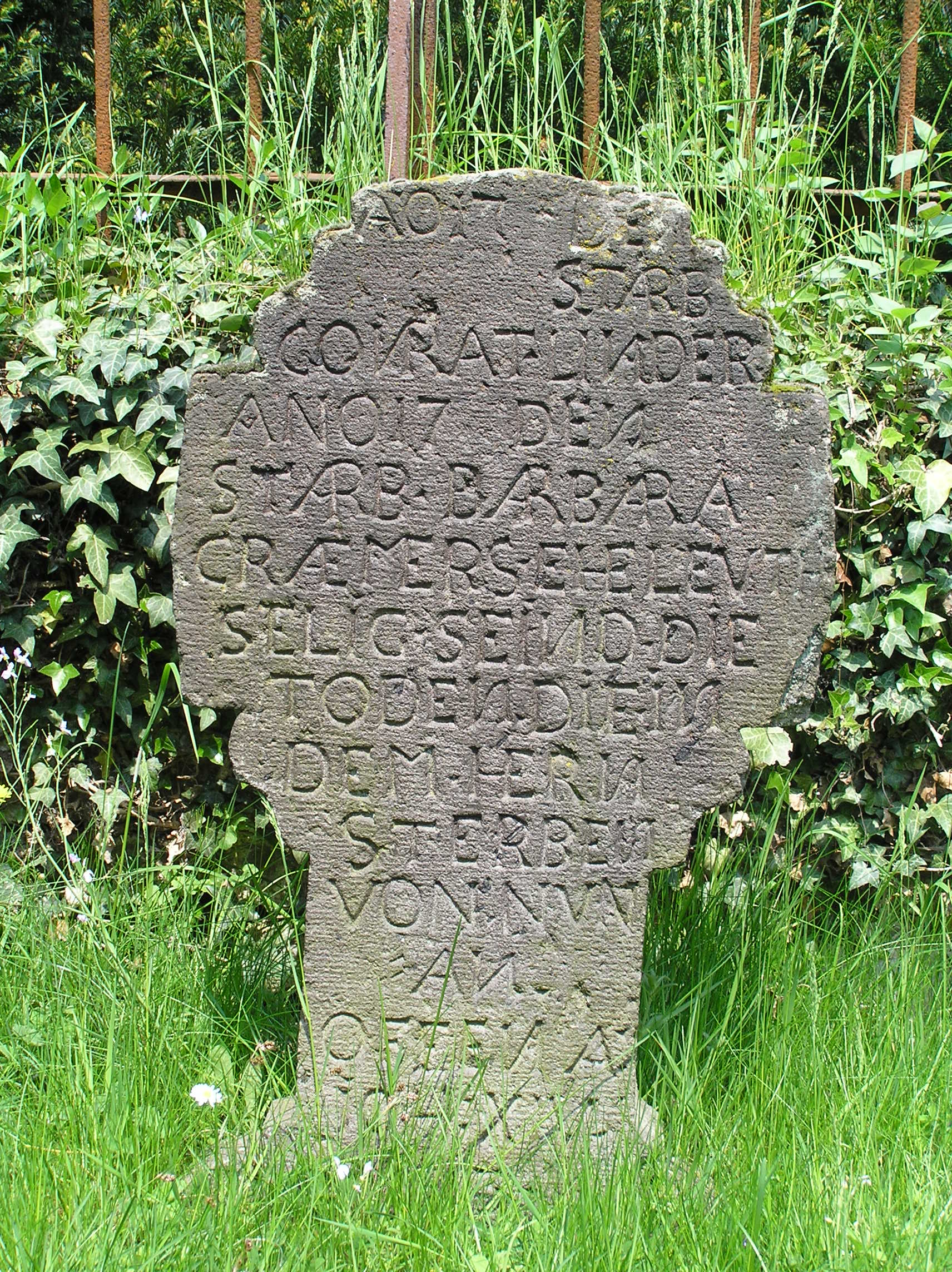
Alter ev. Friedhof
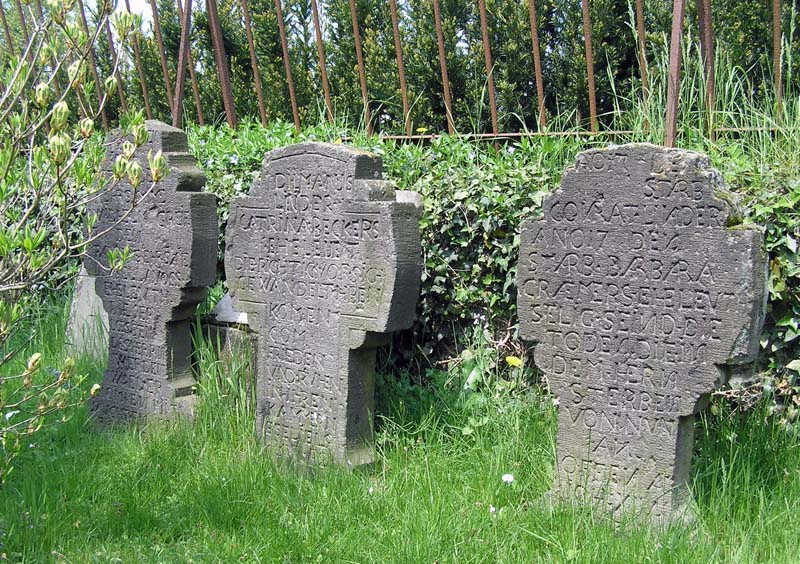
Alter ev. Friedhof
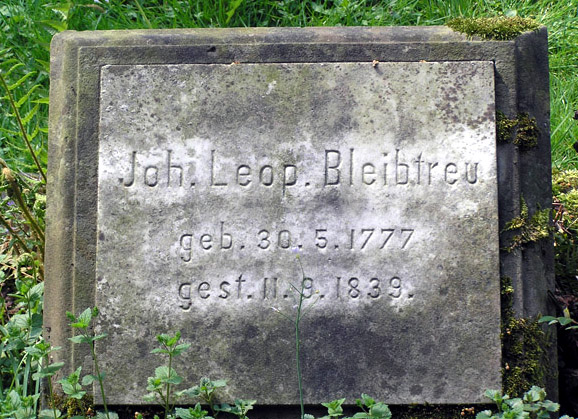
Grabstein von Leopold Bleibtreu

## Landschaft und seltene Tiere
Die Landschaft Holzlars ist vom Steilhang, von dem Heidebergen, Gielgen und Roleber manchmal den Kölner Dom erblicken, und im Süden und Osten durch Wald, Bäche, Seen und Weiher geprägt.
In Holzlar befinden sich die Naturschutzgebiete Weiers Wiesen, Feuchte Grünlandbrachen und Mähweiden Kohlkaul, Nasswiesen mit Bruchwald Kohlkaul und Wolfsbachtal sowie das Landschaftsschutzgebiet Giersberg
Holzlar stößt im Westen an den Höhenzug Ennert, der zum größten Teil mit Mischwald, darunter teilweise stattlichen Eichen überzogen ist und zum Naturschutzgebiet Siebengebirge, nicht jedoch zum Naturpark Siebengebirge gehört; er schirmt Holzlar vom Rheintal ab.
Durch die zahlreichen Wanderwege im Ennert ist dieser ein beliebtes Naherholungsgebiet im Bonner Raum. Ferner gibt es dort einige Quellen, manche davon nicht kartografiert.
Die kartografisch erfassten Bäche heißen:
- Alaunbach
- Vilicher Bach
- Wolfsbach

Seltene Tiere wie Feuersalamander, Glattnattern, Buntspechte und Blindschleichen fühlen sich an den Bächen, Seen und Weihern wohl.
Im nördlichen und westlichen Teil Holzlars ist die Landschaft waldfrei und besteht größtenteils aus Feldern mit einer für die Köln-Bonner-Bucht typischen Landschaft; Holzlar ist jedoch wie der benachbarte Ennert dem Naturraum Pleiser Hügelland zuzuordnen.

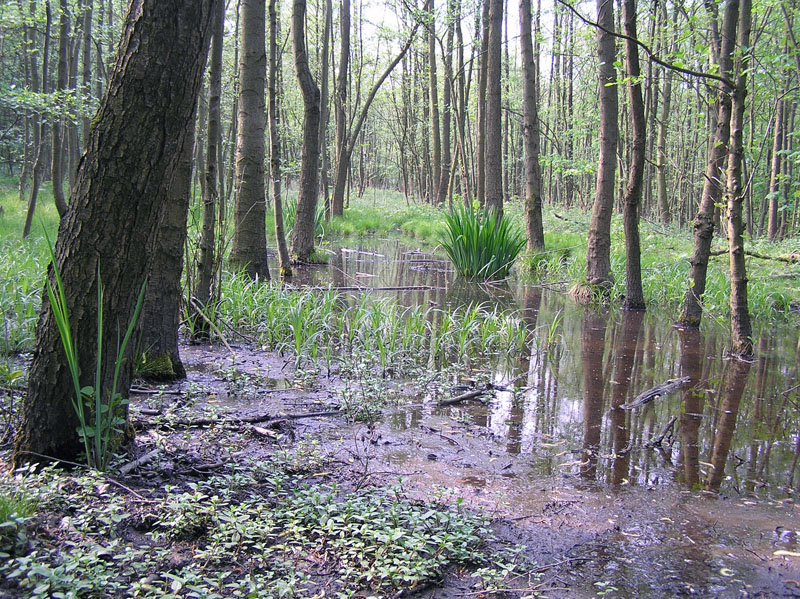
Idylle im Ennert
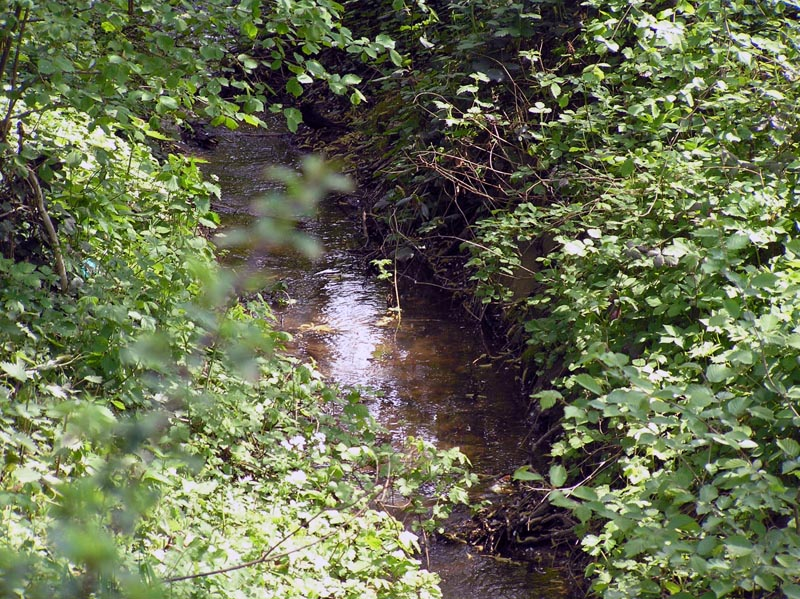
Mühlenbach in Holzlar
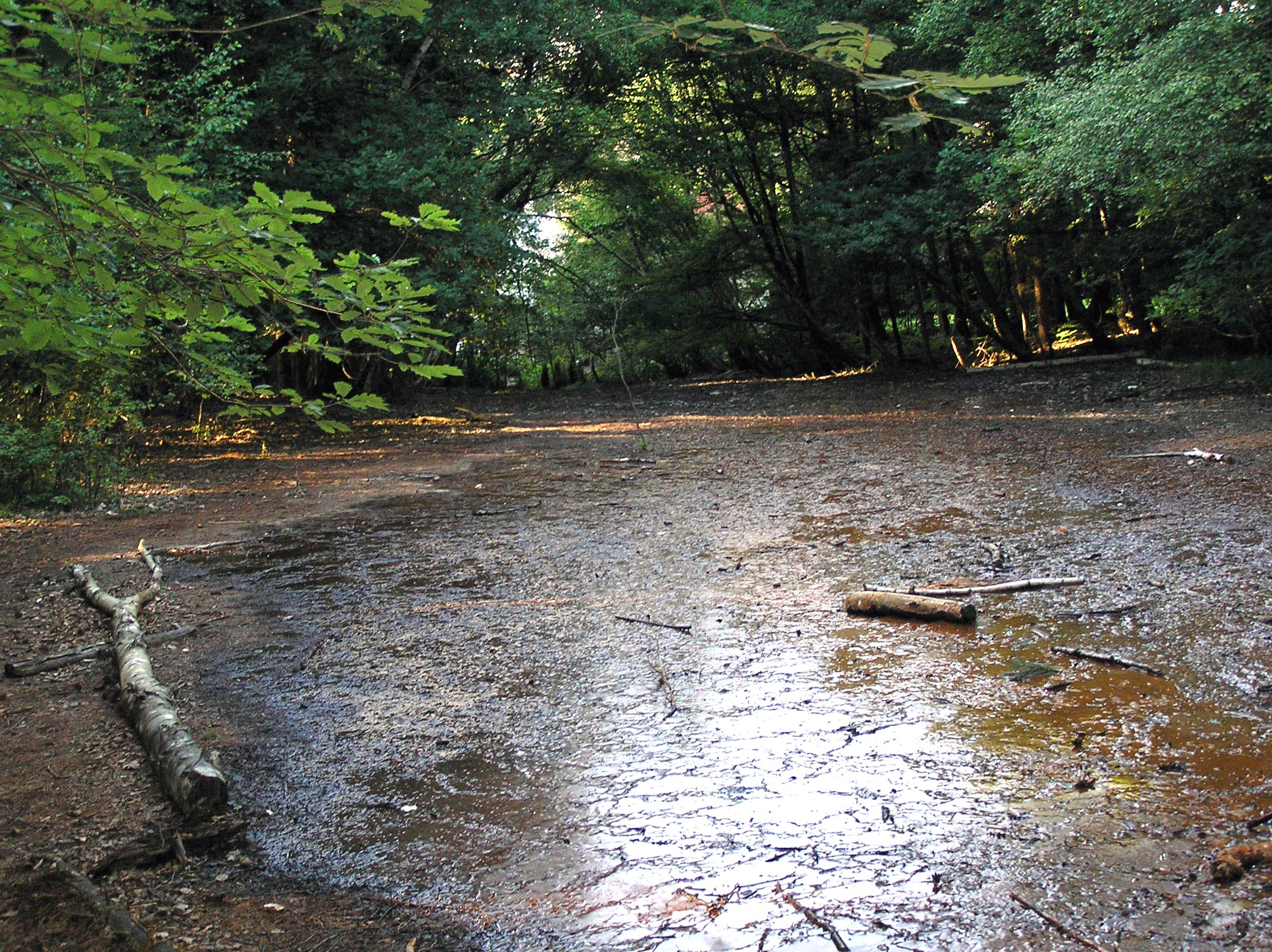
„Roter Bach“ im Ennert
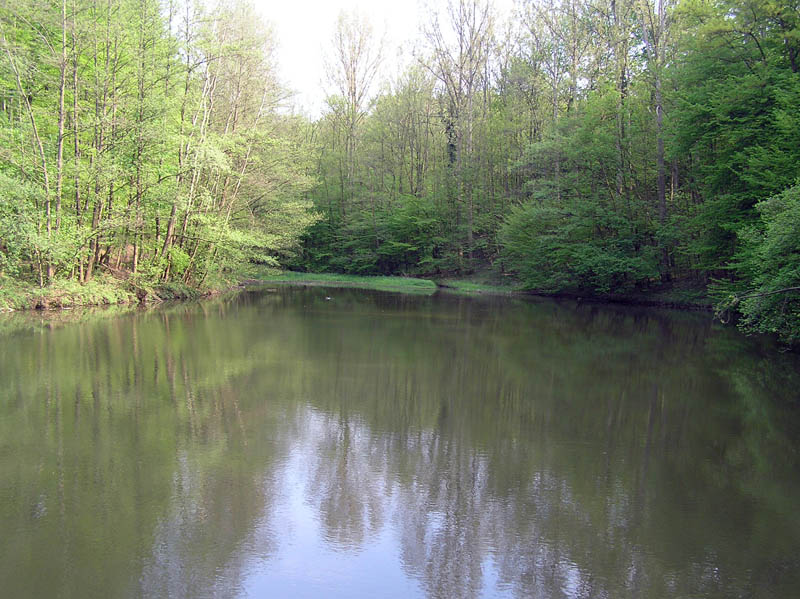
Holzlarer See

## Vereine
Holzlar zeichnet sich durch ein reges Vereinsleben aus. Unter anderem gibt es seit hundert Jahren einen Sportverein mit nun etwa 1400 Mitgliedern (BSV Roleber 1919 e. V.; Stand 2023), mehrere Karnevalsvereine – der Festausschuss Veedelszoch Holzlar stellt das Holzlarer Kinderprinzenpaar – und vier sehr aktive Bürgervereine.

## Wirtschaft
1935 gründete Reinold Hagen die Kautex-Werke (zuerst Galvanische Werkstätten) zur Verarbeitung von Kunststoff, später insbesondere Hohlformen (Kfz-Tanks) und Maschinen zu deren Herstellung; Nachfolger sind Kautex Textron und Kautex Maschinenbau. Die benachbarte Dr. Reinold Hagen Stiftung betreibt eine überbetriebliche Ausbildungswerkstatt.
Um 1994 errichtete die Landwirtschaftskammer Rheinland am südlichen Ortsrand ein neues Gebäude; 2004 wurde sie mit der Landwirtschaftskammer Westfalen zur Landwirtschaftskammer Nordrhein-Westfalen (Körperschaft des öffentlichen Rechts) organisatorisch zusammengelegt. 2016 wurde der Standort aufgelöst und nach Münster und Köln-Auweiler verlegt.

## Persönlichkeiten
- Abraham Bleibtreu (1775–1852), Errichter der Alaunhütte in Holzlar
- Leopold Bleibtreu (1777–1839), Betreiber der Alaunhütte in Holzlar, Bruder von Abraham Bleibtreu
- Stephan Eisel (* 1955), Politiker und kurzzeitiges Mitglied des Bundestages
- Peter Gabrian (1922–2015), Künstler, Maler der Mittsommernacht in Finnland
- Reinold Hagen (1913–1990), Unternehmer, gründete die Holzlarer Kautex-Werke
- Hagen Hultzsch (* 1940), Manager, Mitglied des Vorstands der Deutschen Telekom AG 1991–2001
- Detlev Karsten (* 1935), Ordinarius für Wirtschaftswissenschaften und Didaktik der Wirtschaftslehre
- Ulrich Kelber (* 1968), Politiker, ehem. Mitglied des Bundestages, ehem. parlamentarischer Staatssekretär, ehem. Bundesbeauftragter für den Datenschutz, Professor an der Hochschule Bonn/Rhein-Sieg
- Wolfgang Kubin (* 1945), Sinologe und Professor an der Universität Bonn
- Paul Langen (1893–1945), Rektor der Katholischen Grundschule Holzlar, Gegner und Opfer des Nationalsozialismus
- Helmut Stahl (* 1947), Politiker und ehem. Mitglied des Landtages
- Marieluise Zizmann (* 1947), deutsche Badmintonspielerin